# Ewa Gryziecka
Ewa Gryziecka-Kwiecińska (ur. 11 kwietnia 1948 w Katowicach) – polska lekkoatletka, która specjalizowała się w rzucie oszczepem, olimpijka z Monachium 1972.

## Życiorys
W 1972 roku startowała w igrzyskach olimpijskich w Monachium. Reprezentantka Polski podczas mistrzostw Europy. Brązowa medalistka europejskich igrzysk juniorów w roku 1966. Dwa razy zdobywała złoty medal mistrzostw Polski i również dwa razy poprawiała rekord Polski. Trzykrotnie – w latach 1970–1972 – była notowana w rankingu magazynu Track & Field News. 17 razy broniła barw narodowych w meczach międzypaństwowych (w latach 1967–1975) odnosząc w nich 9 zwycięstw indywidualnych. 11 czerwca 1972 podczas meczu Rumunia-RFN-Polska w Bukareszcie rzutem na odległość 62,70 poprawiła o 30 centymetrów mający już 8 lat i należący do Jeleny Gorczakowej rekord świata. Wynik ten uzyskała o godzinie 17:46, a już o 18:20 (czyli 34 minuty później) na zawodach w Poczdamie zawodniczka NRD Ruth Fuchs poprawiła wynik Polki osiągając 65,06.
Absolwentka średniej szkoły zawodowej na kierunku technik telekomunikacji. Żona zapaśnika Czesława Kwiecińskiego, dwukrotnego medalisty olimpijskiego. Mają trójkę dzieci, mieszkają w Gliwicach. Jej siostra Małgorzata także uprawiała rzut oszczepem, startując w barwach Górnika Zabrze.
Postanowieniem prezydenta RP Aleksandra Kwaśniewskiego z 14 grudnia 1999 została odznaczona Złotym Krzyżem Zasługi za zasługi dla rozwoju sportu, za osiągnięcia w działalności na rzecz Polskiego Związku Lekkiej Atletyki.

## Osiągnięcia
| Rok  | Impreza                       | Miejsce   | Pozycja    | Wynik |
| ---- | ----------------------------- | --------- | ---------- | ----- |
| 1966 | Europejskie igrzyska juniorów | Odessa    | 3. miejsce | 48,14 |
| 1970 | Mistrzostwa Polski seniorów   | Warszawa  | 2. miejsce |       |
| 1971 | Mistrzostwa Polski seniorów   | Warszawa  | 2. miejsce |       |
| 1971 | Mistrzostwa Europy            | Helsinki  | 6. miejsce | 55,96 |
| 1972 | Mistrzostwa Polski seniorów   | Warszawa  | 1. miejsce | 60,60 |
| 1972 | Igrzyska olimpijskie          | Monachium | 7. miejsce | 57,00 |
| 1975 | Mistrzostwa Polski seniorów   | Bydgoszcz | 1. miejsce | 61,14 |
| 1975 | Półfinał pucharu Europy       | Londyn    | 1. miejsce | 59,28 |

## Wyniki
Poniższa tabela prezentuje wynik Ewy Gryzieckiej w przeciągu jej kariery
| Wiek | Rezultat | Data             | Miejsce      |
| ---- | -------- | ---------------- | ------------ |
| 15   | 37,85    | 1963             |              |
| 16   | 43,42    | 1964             |              |
| 17   | 45,67    | 3 września 1965  | Gliwice      |
| 18   | 49,42    | 6 września 1966  | Bydgoszcz    |
| 19   | 52,30    | 30 kwietnia 1967 | Sopot        |
| 20   | 50,14    | 7 lipca 1968     | Warszawa     |
| 21   | 50,42    | 20 września 1969 | Warszawa     |
| 22   | 59,48    | 26 września 1970 | Erfurt       |
| 23   | 62,10    | 1 maja 1971      | Warszawa     |
| 24   | 62,70    | 11 czerwca 1972  | Bukareszt    |
| 25   | 59,82    | 8 lipca 1973     | Paryż        |
| 27   | 61,15    | 28 czerwca 1975  | Bydgoszcz    |
| 28   | 58,20    | 22 czerwca 1976  | Bydgoszcz    |
| 29   | 53,90    | 11 września 1977 | Zielona Góra |
| 30   | 57,42    | 7 maja 1978      | Gliwice      |
| 31   | 41,16    | 28 maja 1979     | Zabrze       |